# Dirphia theobromana
Dirphia theobromana är en fjärilsart som beskrevs av Max Wilhelm Karl Draudt 1930. Dirphia theobromana ingår i släktet Dirphia och familjen påfågelsspinnare. Inga underarter finns listade i Catalogue of Life.